# Fender Telecaster Deluxe
La Fender Telecaster Deluxe è una chitarra elettrica, originariamente prodotta dal 1972 al 1981 e riproposta da Fender per più volte a partire dal 2004.

## Storia
La popolarità dell'heavy rock alla fine degli anni '60 portò Fender a ripensare alla sua strategia di utilizzare esclusivamente pickup single coil, poiché erano percepiti come non adatti al suono denso e al sustain esteso favorito dai chitarristi heavy rock che utilizzavano il pickup humbucker a doppia bobina . Di conseguenza, Fender assunse l'ex dipendente Gibson, Seth Lover, l'inventore stesso dell'humbucker, per progettare un pickup humbucker da utilizzare su un certo numero di chitarre Fender. Il risultato è stato un pickup noto come humbucker Wide Range, utilizzato in una varietà di diversi modelli Fender tra cui le Telecaster Deluxe, Custom e Thinline, nonché su un design semi-hollowbody chiamato Starcaster . La Deluxe, originariamente concepita come il modello top di gamma della serie Telecaster, infatti fu l'ultima di queste ad essere rilasciata, alla fine del 1972.
Le Telecaster "humbucker" non sono riuscite ad allontanare i potenziali clienti dalla concorrenza, come il modello Les Paul di Gibson. Conseguentemente la Telecaster Deluxe è uscita di produzione nel 1981. Tuttavia, nel 2004, Fender decise di riproporre la Deluxe, probabilmente in risposta alla tardiva popolarità della versione originale degli anni '70.

## Caratteristiche
La Deluxe è unica tra le Telecaster in quanto il manico ha una paletta allargata: un manico a 21 tasti molto simile è stato utilizzato dai modelli Fender Stratocaster prodotti alla fine degli anni '60 e per tutti gli anni '70. La principale differenza tra i manici Telecaster Deluxe e Stratocaster di questo periodo si trova nel manico: quello della Telecaster Deluxe utilizzava tasti jumbo medi mentre i manici Stratocaster presentavano tasti più stretti. Il manico della Telecaster presenta anche il dispositivo di regolazione dell'angolo "Micro-Tilt".
La forma del corpo è simile ad altri modelli di Telecaster dell'epoca, con una piccola differenza: sul retro della chitarra era stato aggiunto un contorno simile a quello presente su tutte le Stratocaster. La Deluxe aveva anche lo stesso "glitch" nella forma: una curva leggermente meno pronunciata in cui l'attacco superiore incontra l'aggancio del manico, rispetto alle Telecaster precedenti (e successive). Ciò è stato attribuito a macchine fresatrici più moderne installate nella linea di produzione all'epoca. La versione del 2004 differisce dall'originale in quanto non ha lo stile del corpo "senza incavo" degli anni '70.
Il Fender Custom Shop ha prodotto delle versioni Fender Factory Special Run  in edizione limitata (FSR) nel 2005. Queste Telecaster Deluxe FSR '72 sono prodotte a Corona, California (USA).
La Deluxe è dotata di 2 humbucker Wide Range progettati da Seth Lover con aste magnetiche " CuNiFe " (rame/nichel/ferrite) al posto delle espansioni polari. Questo design ha prodotto un suono più brillante e chiaro, più simile a quello dei pickup single coil.
La maggior parte delle Deluxe prodotte ha un ponte fisso "hard-tail" con sellette per corde in stile Stratocaster, anche se per i primi due anni di produzione è stato possibile ordinare un ponte vibrato: questo era lo stesso ponte utilizzato sulla maggior parte delle Stratocaster. Poiché questa non era un'opzione standard, i modelli con il ponte vibrato sono piuttosto rari. Fender ha reintrodotto la Telecaster Deluxe con sellette marcate "FENDER FENDER" in acciaio piegato, mentre gli originali dagli anni '70 fino al 1981 erano realizzati in una lega di zinco fuso
Le manopole volume e tono, usate sulle prime Deluxe, erano molto simili a quelle usate sulla gamma di amplificatori Fender "Blackface"/"Silverface" con una punta cromata sulla parte superiore, tuttavia alla fine degli anni '70 queste furono sostituite con manopole nere identiche a quelli usati sulla Stratocaster.

## Riproposta
Dal 2004 al 2019, Fender ha pubblicato una riedizione della chitarra, la Telecaster Deluxe del '72 della serie Classic.
La versione riproposta nel 2004 del pickup WRHB è stata ridisegnata dal dipendente Fender Bill Turner per ottenere un suono simile, in assenza di magneti CuNiFe . Pur sembrando quasi identico alla versione originale degli anni '70, differisce notevolmente nella sua costruzione. Si tratta infatti di un normale humbucker posizionato nell'involucro più grande dell'Humbucker Wide Range e lo spazio vuoto è riempito con la cera. Questo è un motivo importante per cui la ristampa Deluxe suona in modo diverso dalle chitarre originali. Un altro motivo è l'uso di potenziometri e toni da 250kΩ, mentre l'originale utilizzava potenziometri da 1 MΩ. L'uso di potenziometri da 250 kΩ con humbucker molto "hot"  si traduce in un suono cupo e impastato; un rimedio comune è sostituire i controlli con potenziometri da 500 kΩ, cosa generalmente concordata per migliorare il suono delle riedizioni.

## Utilizzatori famosi
Jon Toogood, Tom Herman ( Pere Ubu ), Graham Coxon, Chris Martin, Noel Gallagher, Andy Bell, Adam Devlin, Jeff Rosenstock, Joe Trohman, Alex Kapranos, Alex Gaskarth, Deryck Whibley, Travis Duennes, Chris Shiflett, Lee Ranaldo, Thom Yorke, Marc Watt, Gary Lightbody, Taylor York, Josh Farro, Peter Buck, Justin Pierre e Bill Janovitz.